# Холодівка (Тульчинський район)
Хо́лодівка — село в Україні, у Тульчинській міській громаді Тульчинського району Вінницької області. Населення становить 1064 особи.

## Герб
Щит перетятий. У першій частині в лазуровому полі з олотою базою поверх всього виникають три золоті колоски, покладені віялоподібно, що супроводжуються справа червоним комбайном, а зліва - срібною головою корови, що виходить зліва, з чорними плямами. У другій частині в срібному полі з лазуровою главою, усіяною срібними гребенями хвиль, поверх всього лазурове вістря, обтяжене срібною церквою, що виникає, з золотими дахом і куполами, яке супроводжується справа двома зеленими ялинами, а зліва - двома зеленими деревами з червоними плодами.

## Історія
Станом на 1885 рік у колишньому власницькому селі, центрі Холодівської волості Брацлавського повіту Подільської губернії, мешкало 1950 осіб, налічувалось 394 дворових господарств, існували православна церква, школа, 2 постоялих будинки та водяний млин.
1893 в селі існувало 488 дворових господарств, проживало 2472 мешканці.
За переписом 1897 року кількість мешканців зросла до 2856 осіб (1419 чоловічої статі та 1437 — жіночої), з яких 2845 — православної віри.
7 (20) листопада 1917 року, відповідно до Третього Універсалу Української Центральної Ради, увійшло до складу Української Народної Республіки.
12 червня 2020 року, відповідно до Розпорядження Кабінету Міністрів України від  № 707-р «Про визначення адміністративних центрів та затвердження територій територіальних громад Вінницької області», увійшло до складу Тульчинської міської громади.
19 липня 2020 року, в результаті адміністративно-територіальної реформи та ліквідації Тульчинського району, село увійшло до складу новоутвореного Тульчинського району.

## Відомі люди
У селі народилися:
- Боб Василь Іванович (1917) — український спортсмен (важкоатлет), тренер із важкої атлетики. Заслужений тренер УРСР.
- Гриб Олексій Федорович (1921—1943) — сержант РА. Учасник німецько-радянської війни, Герой Радянського Союзу (1943).
- Смогоржевський Леонід Олександрович (1921–1996) — доктор біологічних наук, професор.